# Squamato
Squamato è un termine utilizzato in araldica per le squame singolari dei pesci o per la figura a foggia di squame che riempie il campo o pezza.
Molti araldisti utilizzano il termine giaco per indicare lo scudo squamato. Esiste anche il sinonimo scagliato che meglio corrisponde all'originale francese ecaillé. Quando le singole scaglie sono caricate da una stessa figura, taluni araldisti usano l'espressione seminato di…, squamato di… o, nel caso dell'armellino, d'armellino, squamato di….

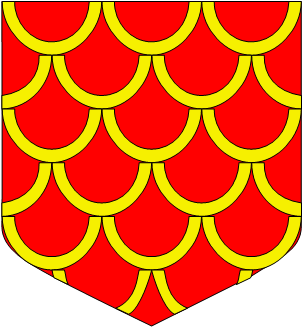
Di rosso, squamato d'oro
Di rosso, squamato d'argento (Ronquerolles, Francia)
Di verde, mantellato d'armellino squamato di rosso
D'oro, a tre botte d'azzurro, al capo di rosso squamato d'oro (Saint-Jorioz, Francia)
D'argento, squamato di rosso, le squame caricate da un trifoglio di verde (alias d'argento seminato di trifogli di verde, squamato di rosso) (Flavacourt, Francia)